# Пензхиммаш
Открытое акционерное общество «Пензхиммаш» — поставщик крупнотоннажного оборудования для добычи, транспортировки и переработки нефти и газа, обустройства нефтяных месторождений, предприятий химической и коксохимической промышленности, а также оборудования, используемого в металлургической, угольной, пищевой и других отраслях промышленности.

## История
В конце 1953 года "Пензхиммаш" начал выпуск барабанных вакуум-фильтров марки БОУ-40, угольных центрифуг УВ-1, выпарных аппаратов типа «Кастнер» и другого оборудования.
В 1969 году "Пензхиммаш" совместно с лабораторией «Техэнергохимпром» разработали новое устройство самоочищающегося фильтра, позволившее в 70 раз повысить производительность, упростить и усовершенствовать систему водоочистки.
В 1986 году «Пензхиммаш» вошел в состав НПО «Пензмаш».
В 1992 году «Пензхиммаш» стал открытым акционерным обществом.
В 1996 году компанией АО «Пензхиммаш» был получен международный сертификат качества на систему менеджмента качества в области проектирования и производства машин, оборудования для химической, нефтегазодобывающей, перерабатывающей и других отраслей промышленности.
В 2010 году ОАО "Пензхиммаш" и белорусская компания ОАО «Беларуськалий» заключили договор на поставку двух шнековых мешалок с обезвоживающим элеватором на сумму 120 млн российских рублей каждая.
В 2017 году в арбитражный суд поступило заявление от Московской компании «Кедр-89» о признании банкротом крупнейшего в регионе завода «Пензхиммаш». Причиной стал долг завода в размере 2,1 миллиона рублей.
В апреле 2018 года стало известно, что ОАО «Пензенский завод химического машиностроения» («Пензхиммаш») потерпело снижение финансовых показателей. В июле 2018 года стало известно о многочисленных нарушениях законодательства со стороны «Пензхиммаш». Это было связано с массовым сокращением работников предприятия. 29 сентября 2022 года суд утвердил мировое соглашение с кредиторами о трехлетней отсрочке по исполнению обязательств и прекращению дела об банкротстве №А49-3941/2017.

## Продукция
- Колонная аппаратура
- Емкостная аппаратура
- Фильтры емкостные
- Сепараторы НГС И ГС
- Теплообменное оборудование
- Аппараты с механическими перемешивающими устройствами
- Реакторы и регенераторы
- Комплектные технологические линии (КТЛ)
- Аппараты воздушного охлаждения
- Вакуум-фильтры барабанные
- Фильтры вакуумные ленточные
- Центрифуги
- Шнековые растворители
- Электродегидраторы, отстойники
- Оборудование для производства серной кислоты
- Сатураторные агрегаты
- Трубчатые печи
- Блочное оборудование

-->

## Награды
- 1961 — орден Ленина